# Marie-Josée Croze
Marie-Josée Croze, född 23 februari 1970 i Montréal, Québec, Kanada, är en kanadensisk-fransk  skådespelare.

## Filmografi i urval
- 2000 – Battlefield Earth
- 2002 – Ararat
- 2003 – La petite chartreuse
- 2003 – De barbariska invasionerna
- 2004 – Taking Lives
- 2005 – München
- 2006 – Berätta inte för någon
- 2007 – Fjärilen i glaskupan
- 2009 – Jag älskade honom
- 2016 – Två nätter till morgon